# Atolón Knox

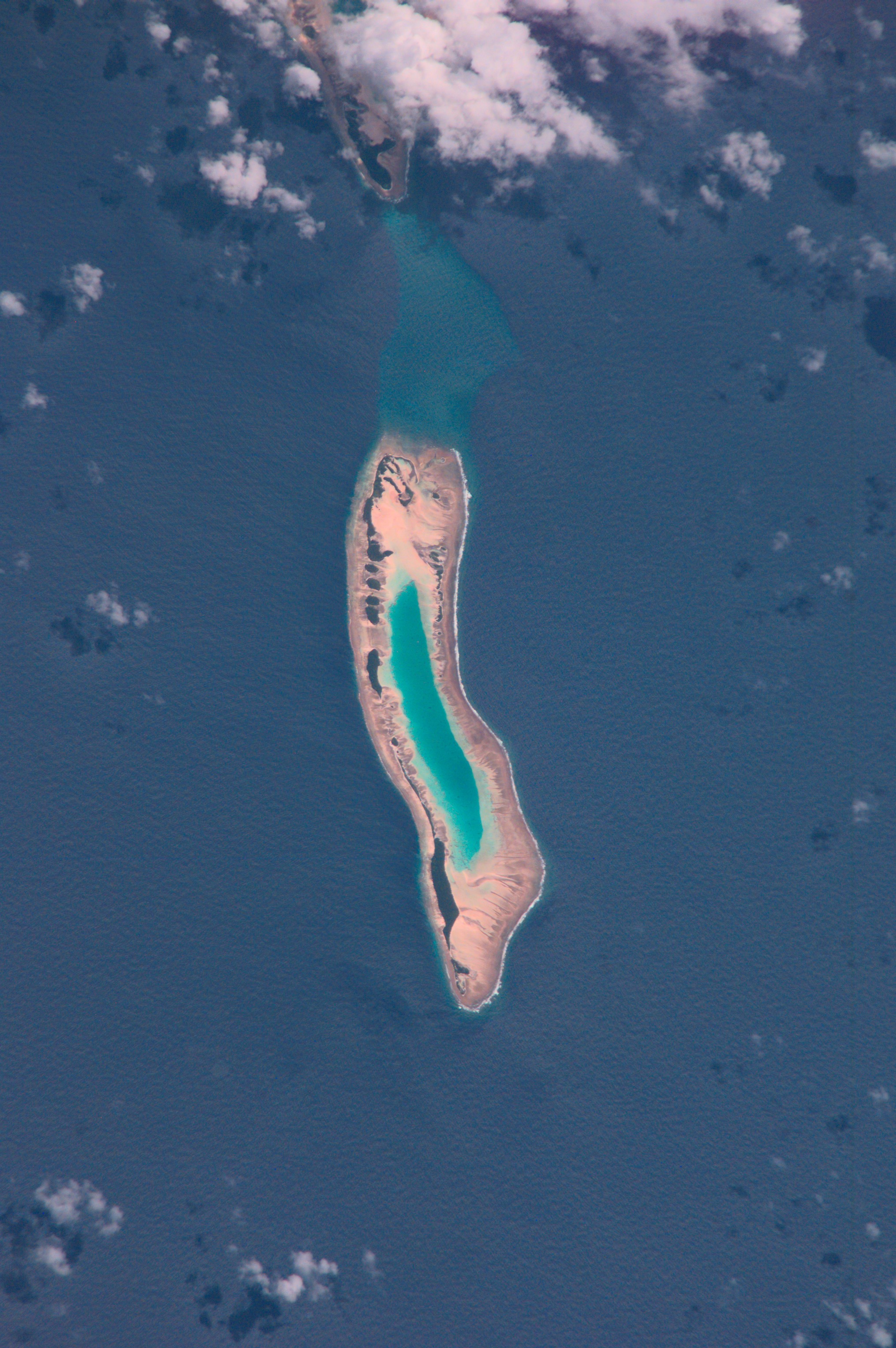
Atolón Knox

Nadikdik (en marshalés: Ņadikdik [ɳˠɑɑ̯r̪ʲi͡ɯɡ(ɯ͡i)r̪ʲi͡ɯk]) o Knox es un atolón coralino de 18 islas en el Océano Pacífico. Es el atolón más meridional de las Islas Marshall, país al que pertenece su distrito legislativo, cadena Ratak. Knox tiene una área terrestre de 0,98 km² pero está rodeando una laguna alargada rellena de arena de 3,42 km². Su longitud es de 11 km y 2 km de ancho.
Las islas están asentadas por la ladera occidental, destacando Aelingeo, Nadikdik y Nariktal.
El atolón está separado por el pasaje de Klee en su extremo más septentrional del atolón de Mili.

## Historia
En 1884, el atolón fue reclamado por el Imperio alemán junto con el resto de las Islas Marshall. Tras la Primera Guerra Mundial, la isla quedó bajo el mandato del Pacífico Sur del Imperio japonés. Con el final de la Segunda Guerra Mundial,quedó bajo el control de Estados Unidos como parte del Territorio en Fideicomiso de las islas del Pacífico hasta la independencia de las Islas Marshall en 1990.

## Tifón
El 30 de junio de 1905 el atolón Knox fue devastado completamente por un tifón haciendo desaparecer los aproximadamente 60 habitantes que tenía. Aunque se intentó repoblar el atolón, en la actualidad no cuenta con ningún asentamiento humano.